# アリメチエフスク
座標: 北緯54度54分 東経52度18分 / 北緯54.900度 東経52.300度

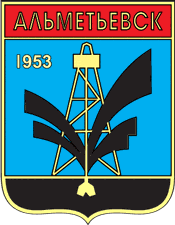
市の紋章

アリメチエフスク（アリメーチエフスク、ロシア語: Альме́тьевск, Almetyevsk）、あるいはアルマト（エルマト、タタール語: Әлмәт, Älmät, Almat, Elmet）は、ロシアのタタールスタン共和国にある都市。人口は16万3512人（2021年）
ウラル山脈西麓を流れるカマ川の支流、ザイ川（ロシア語: Зай; タタール語: Зәй, Zäy）の左岸に建つ。共和国首都カザンからは南東へ279キロメートル。最寄りの都市は35km南にあるレニノゴルスク。南東にはブグリマ、東にはアズナカエヴォといった石油の町が散在する。北のザイ川下流にはザインスクがあり、道はナーベレジヌイェ・チェルヌイへと続く。

## 歴史
アリメチエフスクはタタールスタン国内でも若い都市である。17世紀ごろからの記録にタタール人の村アルマトとして登場していた。これがアリメチエフスクという名の由来でもある。1870年代に築かれたモスクが今も町の中に残っている。
油田があることから石油精製工場の町として築かれ、1953年に市の地位を得た。1959年に49,000人となった人口は1969年に77,000人となり、1970年代半ばに10万人を超え、今日では14万人を超えるに至った。

## 産業
アリメチエフスクはロシアの石油産業の重要な拠点の一つで、中欧や東欧諸国に原油を送り出すドルジバパイプラインはアリメチエフスクを起点としている。またニジニ・ノヴゴロド、サマーラ、ペルミへの石油パイプラインもここから出発している。タタールスタンの石油企業で、ロシア取引システムの株価指数・RTSインデックスの50社にも採用されているタトネフチ社はアリメチエフスクに本社を置く。その他、パイプライン用のパイプを製造する工場や、ポンプほか石油採掘用の機材を製造する工場など、石油関連の工業や機械・建材工業が集積している。

## 交通
街には鉄道駅があり、近隣のブグリマの空港が最寄りの空港となる。
市内にはトロリーバスが走る。